# Microsoft HealthVault
Microsoft HealthVault was van 2007 t/m 2019 een persoonlijk medisch dossier. In dit dossier kon men de eigen gegevens over zijn gezondheid bewaren maar ook die van dierbaren en huisdieren. Daarnaast was er de mogelijkheid om bepaalde gegevens te delen en of te ontvangen van derden (bijvoorbeeld de huisarts, tandarts of ziekenhuis). Vanaf 2014 was Microsoft HealthVault beschikbaar in Nederland.
Microsoft HealthVault bestond uit twee onderdelen:
1. Live Search Health (de zoek-component van HealthVault) was een zoekmachine, waarmee gebruikers naar specifieke informatie kunnen zoeken (bijvoorbeeld over mazelen)
2. HealthVault database: gebruikers konden hier hun medische gegevens opslaan, zodat deze informatie altijd (online) beschikbaar zou zijn, voor henzelf en (als ze dat willen) anderen (familieleden, artsen enzovoort). Toegang tot deze database was mogelijk via een HealthVault-account.

## Chips
In 2008 ging Microsoft HealthVault samenwerken met VeriMed, onderdeel van VeriChip Corporation, leverancier van RFID-tags. VeriMed is een RFID-tag die in de arm van een patiënt moet worden aangebracht. Dokters die met een scanner over zo'n geïmplanteerde arm gaan, komen dan, zo was de bedoeling, via de website van VeriMed terecht in de medische database-gegevens van de gechipte (bijvoorbeeld bewusteloze) patiënt, opgeslagen in HealthVault. Het enthousiasme om zo'n chip te laten inbrengen is vooralsnog niet al te groot.